# Pawłów (Starachowice)
Pour les articles homonymes, voir Pawłów.
Pawłów est un village de la voïvodie de Sainte-Croix et du powiat de Starachowice. Il est le siège de la gmina de Pawłów et compte environ 1 100 habitants.

## Géographie

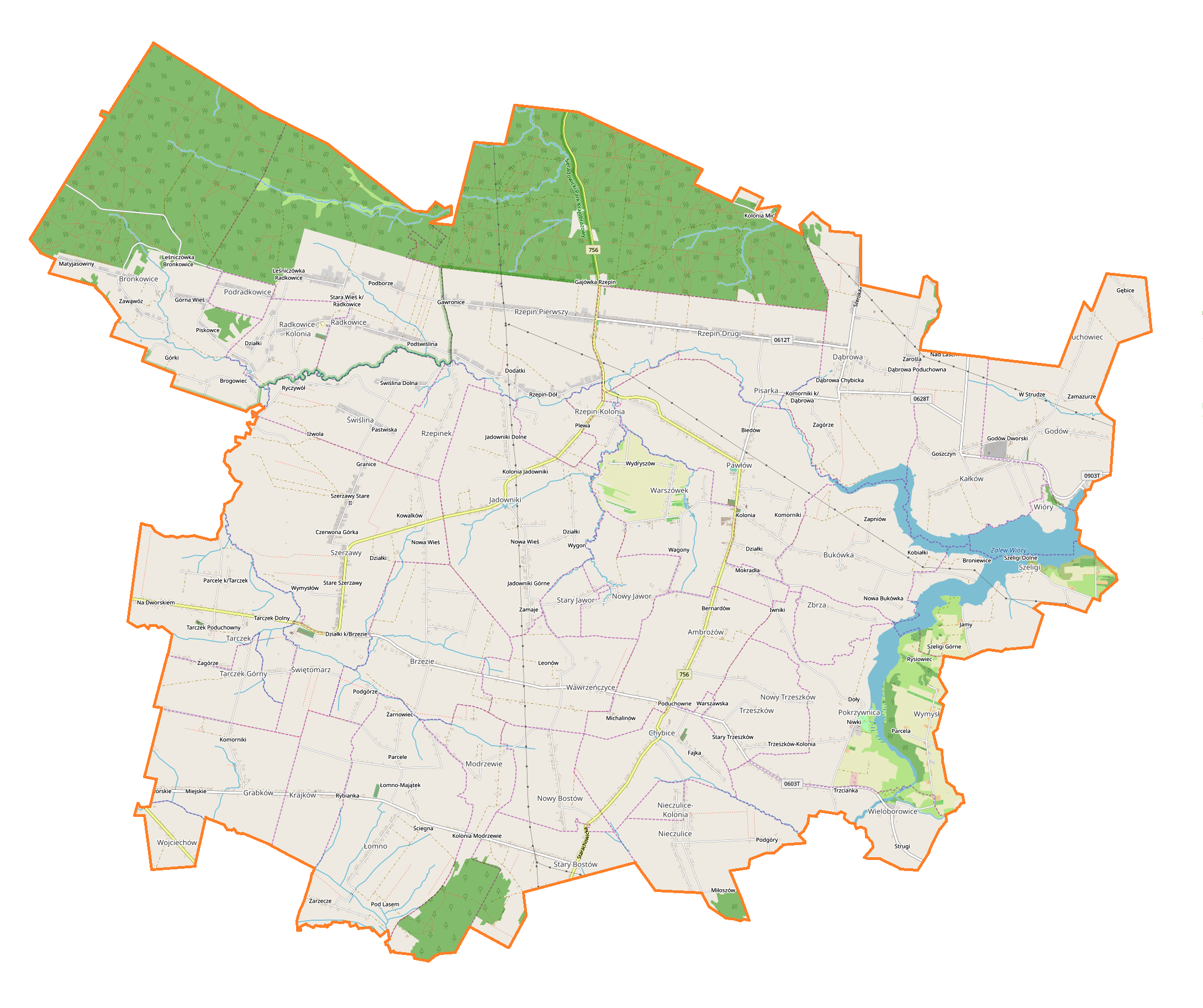
Carte de la gmina de Pawłów.